# Тритл, Стюарт
Джон Стюарт Тритл (англ. John Stewart Tritle; 22 марта 1871, Верджиния-Сити, Невада — 7 марта 1947, Сент-Питерсберг, Флорида) — американский теннисист. Участник летних Олимпийских игр 1904 года.

## Биография
Стюарт Тритл родился 22 марта 1871 года в американской статистически обособленной местности Верджиния-Сити.
Занимался строительным бизнесом. Руководил строительством Всемирной выставки в Сент-Луисе, на площадке которой в 1904 году проводились летние Олимпийские игры.
В 1904 году вошёл в состав сборной США на летних Олимпийских играх в Сент-Луисе. В одиночном разряде в 1/16 финала проиграл Дуайту Дэвису из США — 2:6, 1:6. В парном разряде вместе с Форестом Монтгомери проиграли в 1/8 финала Чарльзу Крессону и Семпу Рассу из США — 5:7, 2:6.
Также участвовал в трёх показательных турнирах в рамках Олимпиады, в которых не разыгрывались медали. В одиночном разряде в турнире World's Fair проиграл в 1/16 финала в трёх сетах Фрэнку Уитону из США, в турнире Louisiana Purchase Open в 1/8 финала в двух сетах уступил Малкольму Макдональду из США. В парном разряде  турнира World's Fair вместе с Форестом Монтгомери в 1/8 финала проиграли в двух сетах будущим победителям Ральфу Маккиттрику и Дуайту Дэвису.
Умер 7 марта 1947 года в американском городе Сент-Питерсберг в штате Флорида.